# أنيليس دودز
أنيليسي جين دودز (بالإنجليزية: Anneliese Dodds)‏ (من مواليد 16 مارس 1978) سياسية عمالية وتعاونية بريطانية تعمل كوزيرة الظل للخزانة منذ عام 2020 ، لتصبح أول امرأة تشغل هذا المنصب. كانت عضوًا في البرلمان (MP) عن أكسفورد إيست منذ عام 2017 وكانت عضوًا في البرلمان الأوروبي (MEP) عن جنوب شرق إنجلترا من 2014 إلى 2017.

## نشأتها والوظيفة
ولدت أنيليسي جين دودز في أبردين ، اسكتلندا وتلقى تعليمها في المدرسة النهارية الخاصة للتعليم المختلط كلية روبرت جوردون.